# Согласие (старообрядчество)
Согла́сие (Соглас) — группа объединений христиан в старообрядчестве, придерживающаяся той или иной разновидности вероучительной и обрядовой практики. Обычно под согласием понимают крупное течение в старообрядчестве, в отличие от более мелких подразделений — толков, хотя эти слова могут употребляться как синонимы (практика речевого употребления этих слов как в старообрядческой среде, так и за её пределами крайне противоречива).

## Примеры
Беспоповские согласия
- Аароново согласие
- Адамантовы
- Аристово согласие
- Бабушкины
- Бегуны
- Бескрестные
- Дырники
- Зольное согласие
- Кулугуры
- Лужковское согласие (в Лужках)
- Любушкино согласие
- Немоляки
- Поморское согласие

- Монинское согласие (Новопоморское).
- Некрещёных старообрядцев[1]

- Нетовское согласие (Спасово)
- Осиповцы
- Островное согласие
- Мельхиседеки
- Филипповское согласие
- Пастухово согласие
- Рябиновцы
- Средники
- Темноверы
- Федосеевское согласие
- Часовенное согласие

Поповские согласия
- Белокриницкое согласие (РПСЦ)
- Новозыбковское согласие (РДЦ)
- Афиногеновское согласие
- Дьяконово согласие
- Сусловское согласие[2]
- Новоблагословенное согласие (Единоверие)
- Керженское согласие